# Wiefels
Wiefels ist ein Dorf in der Gemeinde Wangerland (Landkreis Friesland) im Norden von Niedersachsen.

## Name
Der Name Wiefels ist in dieser Schreibweise erstmals für 1625 belegt. Vorhergehende Formen waren Wyvelszen (1420) und Wyvels (1449). Der Name weist auf einen Träger des männlichen Vornamens Wifil oder Wibil hin und bedeutet in etwa: „Siedlung der Leute von Wifil“.

## Geografie
Wiefels liegt im Jeverland. Die Entfernung zur Nordseeküste beträgt 14 Kilometer in Richtung Norden, die Kreisstadt Jever ist in südöstlicher Richtung drei Kilometer weit entfernt.
Der Ort liegt an der Landesstraße 808 (L 808) von Jever nach Carolinensiel.
Parallel zur L 808 verlief in Wiefels von 1888 bis 1990 die Bahnstrecke Jever–Harle, die sogenannte Tidebahn. Heute dient die Trasse als Rad- und Gehweg.

## Sehenswürdigkeiten

### Kirche
Die Kirche in Wiefels wurde in der ersten Hälfte des 13. Jahrhunderts als Apsissaal erbaut. Im Bremer Dekanatsregister, dem sogenannten Stader Copiar, von 1420 wird das Gebäude als verfallen (quasi destructa) erwähnt. Ab 1450 erfolgte der Wiederaufbau. Das Mauerwerk besteht im unteren Teil aus Granitquadern, darüber aus Backstein. Die hoch sitzenden Rundbogenfenster tragen einen umlaufenden Wulst. Der Glockenstuhl im Nordwesten der Kirche stammt aus dem 13. Jahrhundert.

### GutGroß-Scheep
Das Gut Groß-Scheep liegt etwa einen Kilometer westlich vom Ortskern Wiefels einsam in der Marschenlandschaft.
Nach dem Historiker Georg Sello gilt Remmer von Seediek (* um 1500, † 1557) als der Erbauer des Herrenhauses des adeligen Gutes Scheep. Bei dem wehrhaften Backsteinbau, einem sogenannten Steinhaus, handelt es sich um einen eigenständigen Architekturtyp, der in Deutschland einzig in Ostfriesland und im Jeverland Verbreitung gefunden hat.
Nach mehreren Eigentümerwechseln erwarb 1983 Karl Harms (* 1950) aus Jever das stark sanierungsbedürftige Anwesen. Es folgte eine umfassende Renovierung des Hauses. Ebenfalls wurde eine dem Gebäude angemessene Gartenanlage geschaffen. Dank dieser Maßnahmen ist das Steinhaus und damit eines der wertvollsten profanen Bau- und Kulturdenkmale im Jeverland erhalten geblieben.

## Vereine
- Dorfgemeinschaft Wiefels e. V.
- Klootschießer- und Boßelerverein „Free weg“ Wiefels v. 1920 e. V.[7]

## Persönlichkeiten
- Hans Christoph Peters (1797–1868), Oberdeichgraf im Großherzogtum Oldenburg[8]
- Theo Hinrichs (1862–1944), deutscher Fabrikbesitzer und Politiker (NLP)